# Конка и паровик Лоунатйоки
Конка и паровик Лоунатйоки — система рельсового пассажирского транспорта трамвайного типа, функционировавшая в дачном посёлке Лоунатйоки (сейчас Заходское) на Карельском перешейке с начала XX века до 1919 года.
Транспортная система в Лоунатйоки Выборгской губернии Великого Княжества Финляндского состояла из двух не связанных друг с другом маршрутов рельсового транспорта. Первый из маршрутов был на конной тяге, второй — на паровой.
Конка и паровой трамвай были запущены в Лоунатйоки на средства еврейской финансовой ассоциации АО «Леовилла», которая занималась строительством и эксплуатацией дач в этой местности. Окрестности ж.д. платформы Лоунатйоки на линии Петербург — Выборг — Гельсингфорс были распланированы и разбиты на участки с хорошими грунтовыми дорогами, ведущими от станции к деревне Харью и к озёрам Сяркъярви. Большинство дорог имели свои названия. Линия конки проходила по Белосельскому проспекту, а паровая линия — по Трубецкому проспекту. Конка и паровичок подавались на станцию Лоунатйоки к прибытию поезда из Санкт-Петербурга.
Согласно воспоминаниям местного дачника профессора Валентина Кипарского, паровая линия Лоунатйоки — Сяркъярви проработала до 1917 года, а конка Лоунатйоки — Харью — до 1919 года.